# El fenotipo extendido
El fenotipo extendido (subtitulado El Gen como la unidad de selección y después El largo alcance del gen) es un libro escrito en 1982 por Richard Dawkins. Una edición corregida fue publicada en 1999 con un epílogo por el filósofo Daniel Dennett. Dawkins considera que el concepto de El fenotipo extendido es su contribución principal a la Evolución.
Dawkins parte de las ideas de su libro de 1976 El gen egoísta, que describía al organismo como una máquina de supervivencia construida por sus genes para maximizar sus posibilidades de replicación. De una manera más técnica que en el anterior libro, Dawkins dedica una parte significativa de este trabajo a refutar las críticas al libro El gen egoísta.

## Los genes sintetizan sólo proteínas

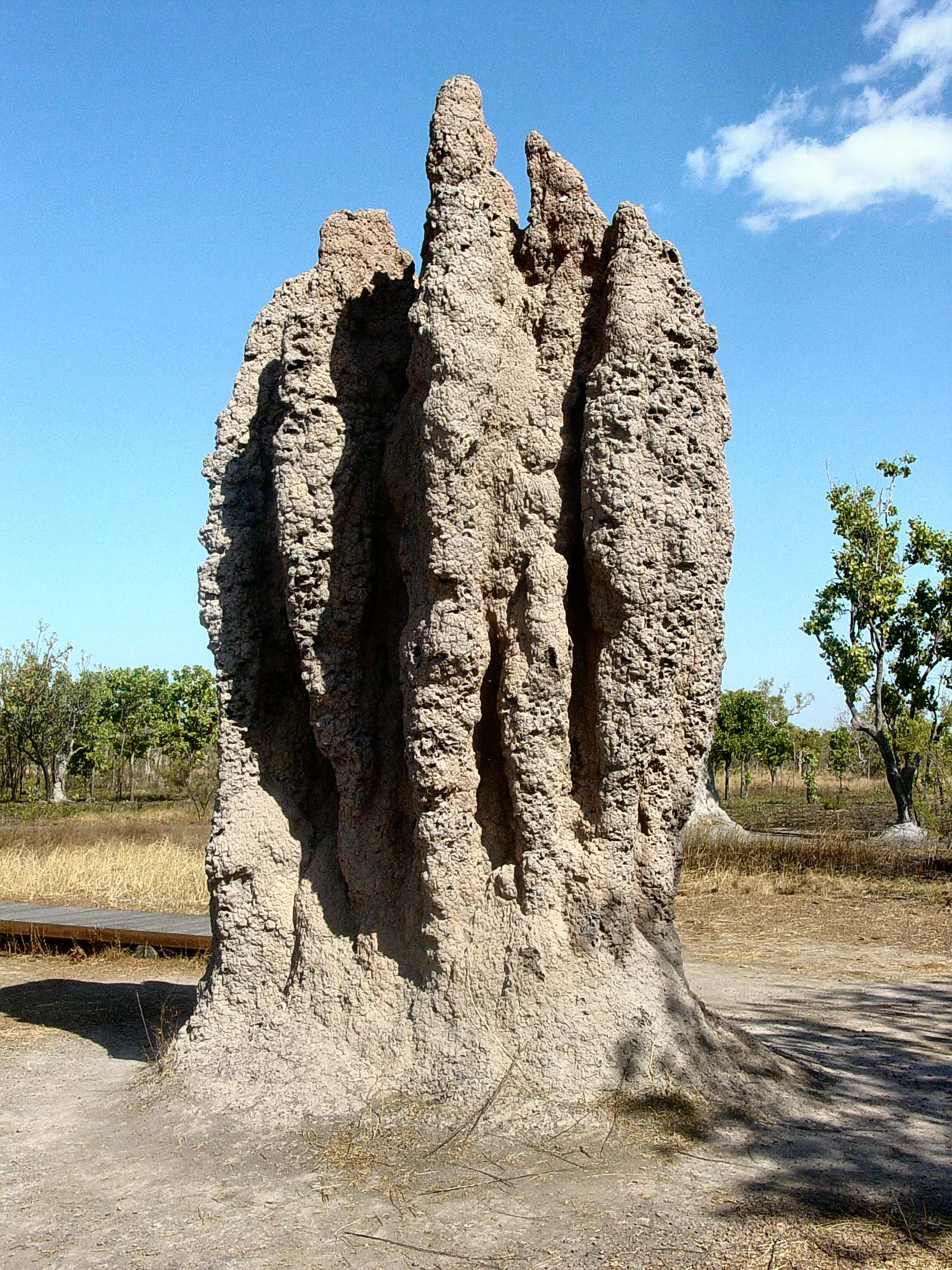
Nido epígeo de termitas de catedral, un pequeño animal con un fenotipo muy sensible ampliado.

En la parte principal del libro, Dawkins sostiene que lo único que los genes controlan directamente es la síntesis de proteínas. Dice que supone una arbitrariedad el restringir el concepto de fenotipo al aplicarlo a la expresión fenotípica de los genes de un organismo en su propio cuerpo.

## Los genes afectan al medio ambiente del organismo
Dawkins desarrolla esta idea señalando que un gen puede influir en el medio ambiente en el que vive un organismo por medio del comportamiento de ese organismo. Cita como ejemplos las estructuras que fabrican las Trichoptera y presas del castor. A continuación, va más allá al apuntar que la morfología del primer animal citado y, en última instancia el comportamiento de los animales en general, puede parecer que no sean ventajosos para el propio animal, sino que más bien lo son para un parásito que hospeda. Dawkins resume estas ideas en lo que llama Teorema central del fenotipo extendido:

An animal's behaviour tends to maximize the survival of the genes "for" that behaviour, whether or not those genes happen to be in the body of the particular animal performing it.(El comportamiento de un animal tiende a maximizar la supervivencia de los genes "para" ese comportamiento, independientemente de que dichos genes estén o no en el cuerpo del animal particular que lo tiene ese comportamiento.)

## Visión de la vida centrada en el gen
Con este argumento, Dawkins intenta fortalecer la idea de centrar la visión de la vida en el gen, y que para explicar este punto es necesario explicar el propio organismo. Este es el reto que recoge en el capítulo final titulado "Redescubriendo el organismo." 